# Géoparc de Percé
Le géoparc de Percé est une aire géologique située en Gaspésie–Îles-de-la-Madeleine au Québec (Canada). Il a été labellisé comme géoparc mondial de l'UNESCO en 2018 devenant ainsi le premier site au Québec à obtenir cette reconnaissance.

## Description
Le territoire couvert par le géoparc est identique à celui de la ville de Percé. Le pavillon d'accueil est situé au centre du village de Percé près du terrain de camping, au pied du mont Sainte-Anne.
À l'arrière de la billetterie, se présente un spectacle multimédia intitulé Tektonik.
Un vaste réseau de sentiers aménagé sur tout le territoire du Grand Percé trouve un nouvel éclairage depuis l'institution du géoparc.
Côté spectaculaire : une plateforme vitrée suspendue surplombe le village. À côté, une tyrolienne est à la disposition des amateurs de sensations fortes.

## Énigme
En fait, le géoparc inscrit une interrogation au cœur du lieu : comment les éléments qui composent cette partie du monde ont-ils été faits ? 
En particulier : le rocher Percé et l'île Bonaventure.

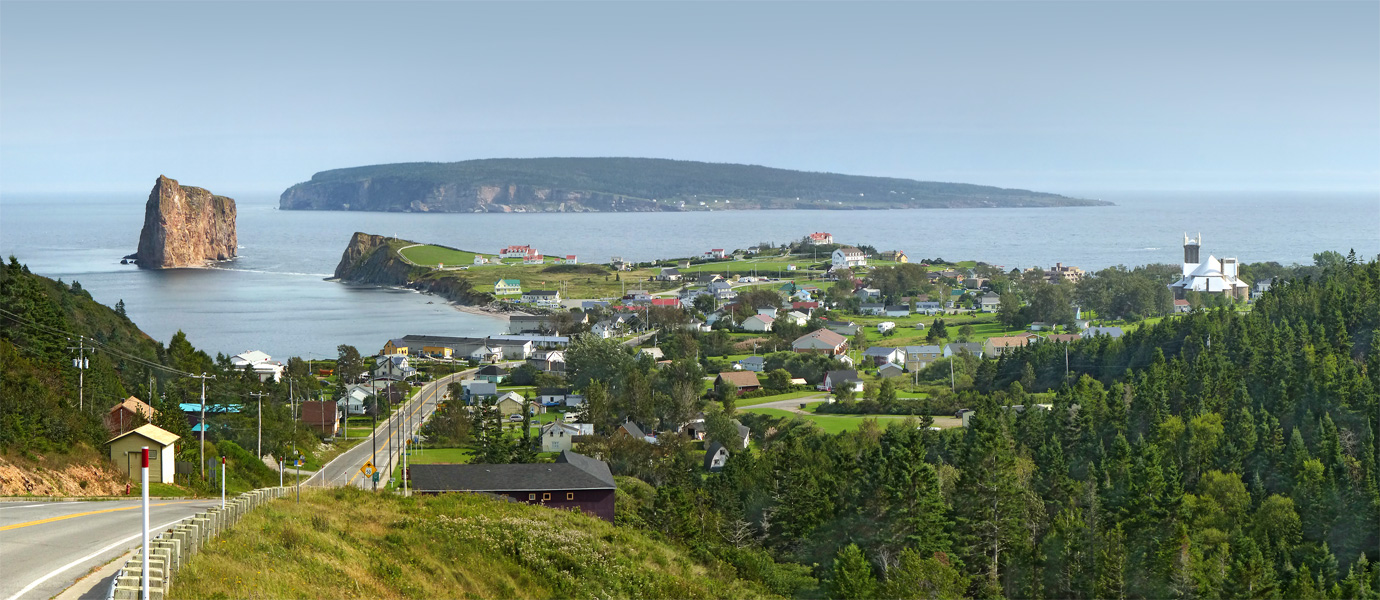
Vue panoramique de Percé et de son rocher depuis la route 132.

## Géologie de Percé
On retrouve à Percé 7 formations géologiques. La plus ancienne date du Cambrien, soit il y a 540 millions d'années. La plus récente date du Carbonifère, soit 310 millions.
Les 6 premières formations (de couleur grise) l'ont été dans un fond marin, par dépôt de sédiments. C'est pourquoi on y retrouve des fossiles d'animaux aquatiques.
Lors de l'orogenèse acadienne, ces 6 premières formations ont été plissées et faillées. L'ensemble s'est soulevé au-dessus du niveau de la mer. Le territoire a pris la forme d'un anticlinal au sud et d'un synclinal au nord, coupé par une faille, le long de laquelle la partie nord a coulissé vers l'est d'environ 35 km.
La faille de Percé suit une ligne passant par la rivière du Portage, le Cap Barré, Les Trois Sœurs, le Rocher Percé et la pointe nord de l'île Bonaventure. Les couches rocheuses du Rocher Percé sont presque verticales.
Enfin, la formation de Bonaventure est un conglomérat de couleur rougeâtre constitué de sédiments qui se sont déposés sur une vieille surface d'érosion.
| # | Formation                                                | Roche                             | Lieux                                                                      | Ère                   | Années             |
| - | -------------------------------------------------------- | --------------------------------- | -------------------------------------------------------------------------- | --------------------- | ------------------ |
| 1 |                                                          | calcaires gris, schistes argileux | rivière Murphy                                                             | Cambrien              | 540 millions       |
| 2 |                                                          | calcaires gris, schistes argileux |                                                                            | Ordovicien            |                    |
| 3 |                                                          | calcaires gris, schistes argileux |                                                                            | Silurien              |                    |
| 4 | couches de Mont-Joli                                     |                                   |                                                                            | Dévonien              |                    |
| 5 | de Forillon ou Grandes-Grèves (ou couches des Murailles) | calcaire silteux                  | Cap Barré, Les Trois Sœurs, Rocher Percé, pointe nord de l'île Bonaventure | Dévonien              | 375 millions       |
| 6 | Grès de Gaspé                                            |                                   | au pied du Pic de l'Aurore                                                 | Dévonien              |                    |
| - | orogenèse acadienne                                      | plissement, failles, soulèvement  |                                                                            | Dévonien, Carbonifère | 375 à 325 millions |
| 7 | de Bonaventure                                           | conglomérat                       | calotte du mont Sainte-Anne, mont Blanc, Pic de l'Aurore, île Bonaventure  | Carbonifère           | 310 millions       |